# A66-os autópálya (Németország)
Az A66-os autópálya (németül: Bundesautobahn 66) egy autópálya Németországban. Hossza 132 km.